# Reserva Particular do Patrimônio Natural Santuário Caraça
A RPPN Santuário do Caraça, também conhecida como Parque do Caraça, é uma reserva particular do patrimônio natural localizada nos municípios brasileiros de Catas Altas e Santa Bárbara, no estado de Minas Gerais, que pertence à Província Brasileira da Congregação da Missão. Considerada um santuário ecológico, a reserva compreende um complexo arquitetônico de valor histórico-cultural reconhecido pelo Instituto do Patrimônio Histórico e Artístico Nacional, que abrange o Santuário de Nossa Senhora Mãe dos Homens e o antigo colégio setecentista, onde estudaram personalidades importantes da História do Brasil, como os presidentes da República Afonso Pena e Arthur Bernardes.

## História
A primitiva igreja, a partir da qual se processaria a ocupação da região, foi iniciada em 1774 pelo irmão Lourenço, que havia fugido de Portugal para as Minas Gerais, tentando livrar-se de uma condenação à morte, imposta à sua família pelo Marquês de Pombal.
O tradicional Colégio do Caraça, por sua vez, foi fundado em 1820, por Congregação da Missão, tendo encerrado as suas atividades em 1968, em função de um violento incêndio que lhe destruiu as instalações.
Por volta de 1978, a administração do parque assinou um convênio com a Fundação Brasileira para Conservação da Natureza e, em 1982, com o Instituto Brasileiro de Desenvolvimento de Florestas (atual Ibama), quando recebeu a designação de Parque Natural. Esse acordo, entretanto, durou apenas cerca de cinco anos, retornando à responsabilidade de seus proprietários. Em 30 de março de 1994, foi criada a RPPN por uma Portaria do IBAMA.

## Descrição
A RPPN Santuário do Caraça abrange uma área de 12.403 hectares, inserida numa região denominada Serra do Caraça, que tem área total de 31.521 hectares. A reserva mantém uma área verde onde convivem os ecossistemas da Mata Atlântica e do Cerrado, caracterizando-se como uma área de transição dos dois biomas. A sua altitude varia entre os 720 e os 2.070 metros acima do nível do mar, com destaque para o chamado Pico do Sol com 2.070 metros, considerado o ponto mais alto da região e da serra do Espinhaço. Segundo alguns geólogos, a serra do Caraça abriga a maior e mais profunda caverna quartzítica do mundo.
Entre as espécies estudadas no parque, foram identificadas mais de duzentas espécies de orquídeas, além de exemplares de candeia, macaúba, angico, ipê amarelo, entre outros. Essa diversidade vegetal provê suporte a uma fauna também variada, onde convivem diversas espécies de aves (siriemas, tucano-de-peito-amarelo) e animais como saguis, sauás, quatis, suçuaranas, raposas, antas, pacas, o tamanduá-mirim e o lobo-guará, entre outros.
Entre as atrações do Parque destacam-se ainda quedas d'água, rios, lagos e grutas, acedidas por trilhas.